# 強迫賣血
強迫賣血，又稱強迫獻血、血奴、人血農場，是指是在違反個人意志下，使用強制方式（如暴力、恐嚇、威胁、非法禁錮、或其他強制手段），強迫他人賣血或獻血，是一種犯罪行為。
全球均有不少強迫賣血的案例，受害人往往是非自願，被加害者誘騙、綁架、或拐賣的形式，被迫賣血。賣血所得的收益，往往都歸給犯罪集團，很多受害人得不到任何金錢報酬。
在一些詐騙園區中，如果受害人的詐騙業績經常不達標，便可能會被人強迫賣血。
此外，在俄羅斯入侵烏克蘭期間，據報俄軍亦曾強迫俄佔區居民捐血，以供俄國傷兵使用。